# William Ayache
William Ayache (ur. 10 stycznia 1961 w Algierze) – francuski piłkarz i trener piłkarski. W reprezentacji Francji rozegrał 20 meczów, w 1986 roku w jej barwach wywalczył III miejsce w mistrzostwach świata.

## Kariera piłkarska
Od 1979 do 1986 roku był podstawowym obrońcą FC Nantes, z którym dwukrotnie triumfował w rozgrywkach o mistrzostwo kraju. W tym czasie (w 1983 roku) zadebiutował w reprezentacji Francji, ale nie znalazł się w kadrze na Euro 1984. Dwa lata później był podstawowym zawodnikiem drużyny, która, prowadzona przez jego dawnego opiekuna z reprezentacji olimpijskiej Henri Michela, na Mundialu wywalczyła III miejsce.
Przygodę z reprezentacją zakończył w 1988 roku po tym jak tracił miejsce w składzie kolejnych klubów, które zresztą w tamtym czasie zmieniał nader często.
Wysoką formę odzyskał w pierwszej połowie lat 90. w AS Cannes, w którego barwach grał przez 4 lata i, w którym w 1996 roku zakończył piłkarską karierę.

## Sukcesy sportowe
- mistrzostwo Francji 1980 i 1983, wicemistrzostwo Francji 1981, 1985 i 1986 oraz finał Pucharu Francji 1983 z FC Nantes
- Puchar Francji 1990 z Montpellier
- mistrzostwo olimpijskie 1984 z młodzieżową reprezentacją Francji

W reprezentacji Francji od 1983 do 1988 roku rozegrał 20 meczów – III miejsce na Mistrzostwach Świata 1986.
W Ligue 1 rozegrał 347 meczów i strzelił 5 bramek.

## Kariera szkoleniowa
Najpierw krótko prowadził pierwszą drużynę AS Cannes, a później od 1996 do 2000 roku był asystentem swojego kolegi z reprezentacji Francji Luisa Fernándeza w Athletic Bilbao.